# گئورگی گاداژوف
گئورگی گاداژوف (بلغاری: Георги Гаджев؛ زادهٔ ۸ ژوئن ۱۹۴۱) ورزشکار مسابقه اسب‌دوانی اهل بلغارستان است.
وی در مسابقات کشوری و بین‌المللی در مجموع برندهٔ ۱ مدال نقره شده‌است.